# Biantes ganesh
Biantes ganesh is een hooiwagen uit de familie Biantidae. De wetenschappelijke naam van Biantes ganesh gaat terug op J. Martens.